# Lathrothele jezequeli
Lathrothele jezequeli is een spinnensoort in de taxonomische indeling van de Dipluridae.
Het dier behoort tot het geslacht Lathrothele. De wetenschappelijke naam van de soort werd voor het eerst geldig gepubliceerd in 1965 door P. L. G. Benoit.